# Stanisław Cieniewicz
Hieronim Stanisław Cieniewicz (ur. 14 kwietnia 1940 w Gdyni, zm. 10 grudnia 2022 w Tczewie) – polski duchowny rzymskokatolicki.

## Życiorys
Ukończył Collegium Marianum w Pelplinie. Święcenia kapłańskie przyjął w 1964. Był wikariuszem m.in. Parafii Narodzenia Najświętszej Maryi Panny w Łęgu (1966–1968), Parafii Podwyższenia Krzyża Świętego w Lisewie (1968–1969) i Parafii Świętego Józefa w Tczewie (1970–1980). Dekretem z dnia 25 sierpnia 1980 biskup chełmiński Bernard Czapliński zamianował ks. Stanisława Hieronima Cieniewicza proboszczem nowo ustanowionej (dekret z 8 sierpnia 1980) parafii pw. Najświętszej Maryi Panny Matki Kościoła w Tczewie. Prowadził budowę nowego, największego kościoła w Diecezji Pelplińskiej, w okresie od 15 września 1982 do 15 września 1998. Funkcję proboszcza sprawował do sierpnia 2015. Od 2015 był rezydentem - kapłanem seniorem. W latach 1989–2013 pełnił także funkcję dziekana dekanatu tczewskiego. Otrzymał tytuł prałata honorowego Jego Świątobliwości oraz kanonika honorowego Kapituły Katedralnej Pelplińskiej. Za wieloletnie krzewienie ideałów „Solidarności” władze Tczewa nadały mu w 1990 tytuł Honorowego Obywatela Miasta Tczewa. W 1992 został diecezjalnym duszpasterzem ludzi pracy. Od 1995 był też diecezjalnym duszpasterzem policji. 24 stycznia 2016, w kościele pw. NMP Matki Kościoła w Tczewie biskup pomocniczy diecezji pelplińskiej ks. Wiesław Śmigiel dokonał odsłonięcia i poświęcenia tablicy pamiątkowej, poświęconej ks. Stanisławowi Cieniewiczowi, budowniczemu i pierwszemu proboszczowi parafii na tczewskich Suchostrzygach. Od 2019, będąc już emerytowanym księdzem, pełnił posługę duszpasterską w Parafii pw. Matki Boskiej Częstochowskiej w Leśnicach k. Lęborka.
Ksiądz Stanisław Cieniewicz w czasach PRL-u angażował się w ruch opozycyjny oraz organizował spotkania patriotyczno-religijne. W notatce Naczelnika Wydziału IV WUSW w Gdańsku z 5 lutego 1987, został zaliczony do księży prezentujących negatywną postawę społeczno-polityczną bądź mających powiązania z opozycją polityczną: „Negatywnie ustosunkowany do ustroju PRL. Utrzymywał kontakty z przedstawicielami opozycji politycznej, udzielał im pomocy i wsparcia materialnego oraz organizował dla nich i z ich udziałem nabożeństwa intencjonalne”.
Uroczysty pogrzeb tczewskiego kapłana odbył się 14 grudnia 2022 na Cmentarzu Komunalnym przy ul. Rokickiej w Tczewie.

## Ordery i odznaczenia
- Krzyż Kawalerski Orderu Odrodzenia Polski (2020) „za wybitne zasługi w działalności społecznej i duszpasterskiej”[10],
- Medal 100-lecia Odzyskania Niepodległości (2018)[13].